# Blade Runner 2049 (trilha sonora)
Blade Runner 2049: Original Motion Picture Soundtrack é um álbum de trilha sonora para o filme Blade Runner 2049. Lançado em outubro de 2017, o álbum contém músicas compostas por Hans Zimmer e Benjamin Wallfisch acompanhadas de canções de Elvis Presley, Frank Sinatra e Lauren Daigle. A trilha sonora foi produzida por Michael Hodges, Kayla Morrison e Ashley Culp. O álbum foi indicado ao prêmio de melhor trilha sonora no BAFTA 2018 e também concorreu no Grammy Awards na categoria de Melhor Trilha Sonora.

## Lista de trilhas
Todas as músicas a seguir foram compostas por Hans Zimmer e Benjamin Wallfisch, exceto quando estiver anotado o contrário.
| N.º            | Título                                                                     | Duração |  |
| 1.             | "2049"                                                                     | 3:37    |  |
| 2.             | "Sapper's Tree"                                                            | 1:36    |  |
| 3.             | "Flight to LAPD"                                                           | 1:47    |  |
| 4.             | "Summer Wind" (cantado por Frank Sinatra)                                  | 2:54    |  |
| 5.             | "Rain"                                                                     | 2:26    |  |
| 6.             | "Wallace"                                                                  | 5:23    |  |
| 7.             | "Memory"                                                                   | 2:32    |  |
| 8.             | "Mesa"                                                                     | 3:10    |  |
| 9.             | "Orphanage"                                                                | 1:13    |  |
| 10.            | "Furnace"                                                                  | 3:41    |  |
| 11.            | "Someone Lived This"                                                       | 3:13    |  |
| 12.            | "Joi"                                                                      | 3:51    |  |
| 13.            | "Pilot"                                                                    | 2:17    |  |
| 14.            | "Suspicious Minds" (cantado por Elvis Presley)                             | 4:22    |  |
| 15.            | "Can't Help Falling in Love" (cantado por Elvis Presley e The Jordanaires) | 3:02    |  |
| 16.            | "One for My Baby (and One More for the Road)" (cantado por Frank Sinatra)  | 4:24    |  |
| 17.            | "Hijack"                                                                   | 5:32    |  |
| 18.            | "That's Why We Believe"                                                    | 3:36    |  |
| 19.            | "Her Eyes Were Green"                                                      | 6:17    |  |
| 20.            | "Sea Wall"                                                                 | 9:52    |  |
| 21.            | "All the Best Memories Are Hers"                                           | 3:22    |  |
| 22.            | "Tears in the Rain"                                                        | 2:10    |  |
| 23.            | "Blade Runner"                                                             | 10:05   |  |
| 24.            | "Almost Human" (cantado por Lauren Daigle)                                 | 3:22    |  |
| Duração total: | Duração total:                                                             | 93:44   |  |